# الفتریوس ونیزلوس
الفتریوس کیریاکو ونیزلوس (یونانی: Ελευθέριος Κυριάκου Βενιζέλος؛ ۲۳ اوت ۱۸۶۴ – ۱۸ مارس ۱۹۳۶) سیاست‌مدار اهل یونان بود.
وی همچنین برنده جوایزی همچون لژیون دونور (صلیب بزرگ) شده است.

## نگارخانه

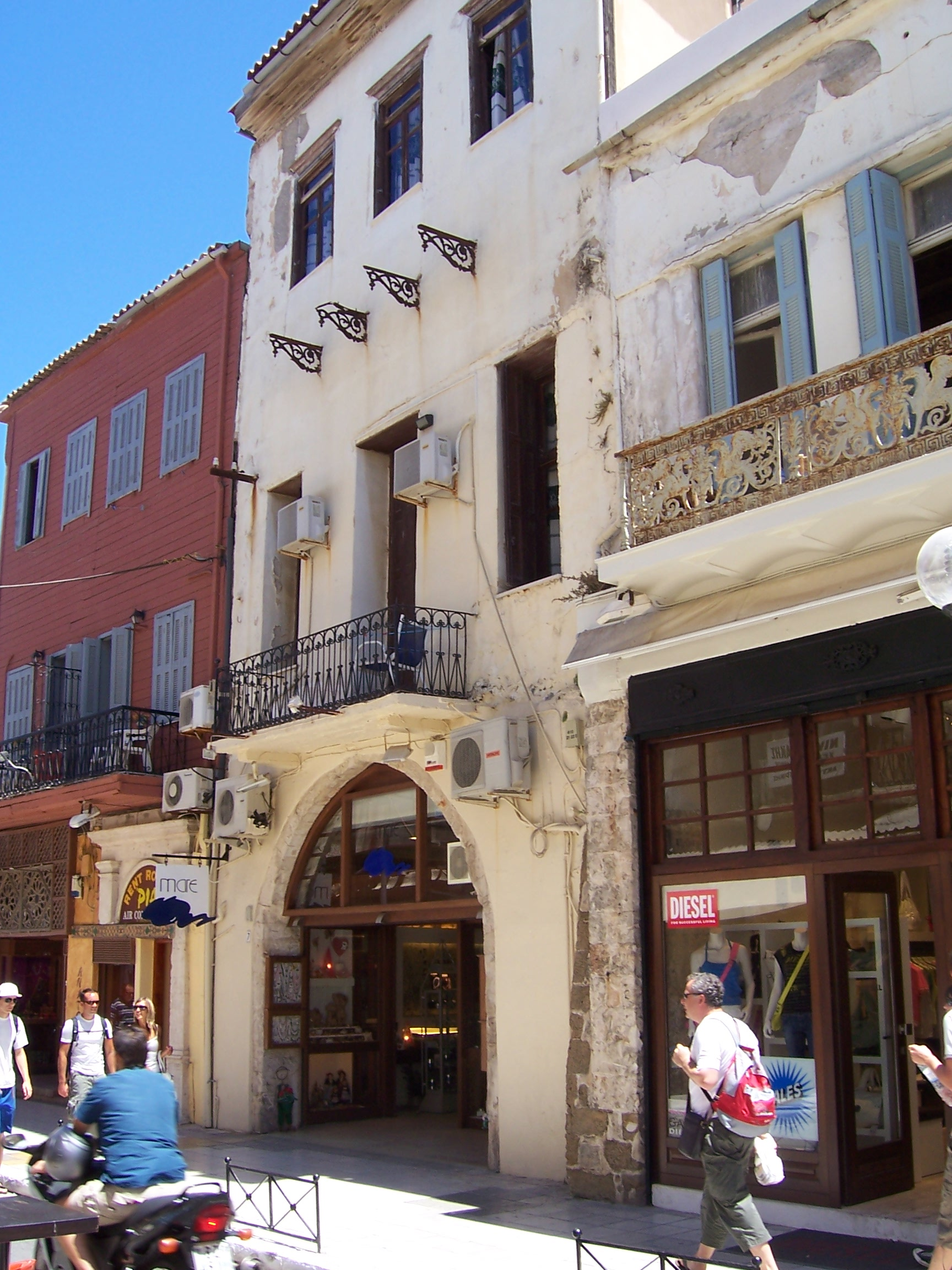
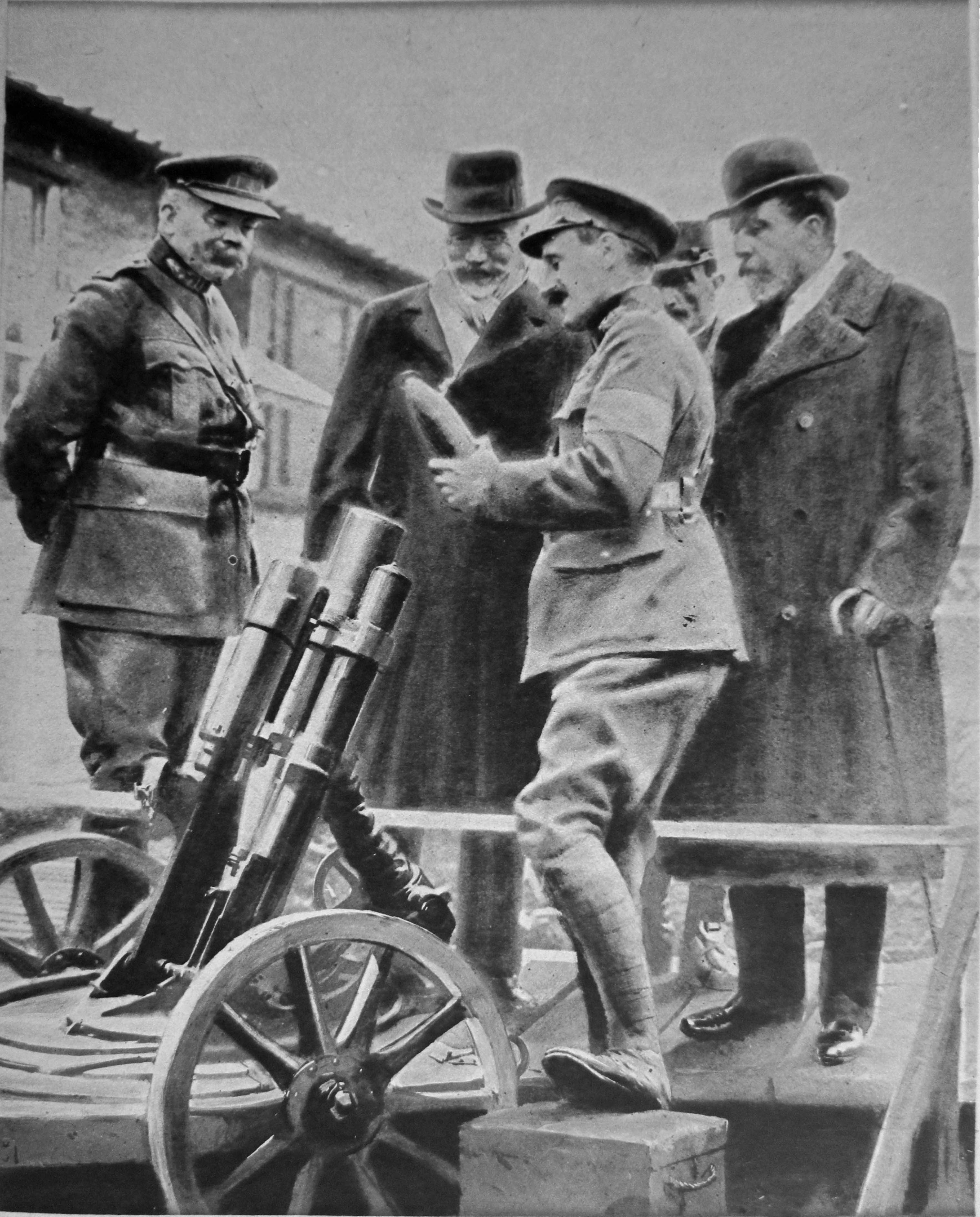
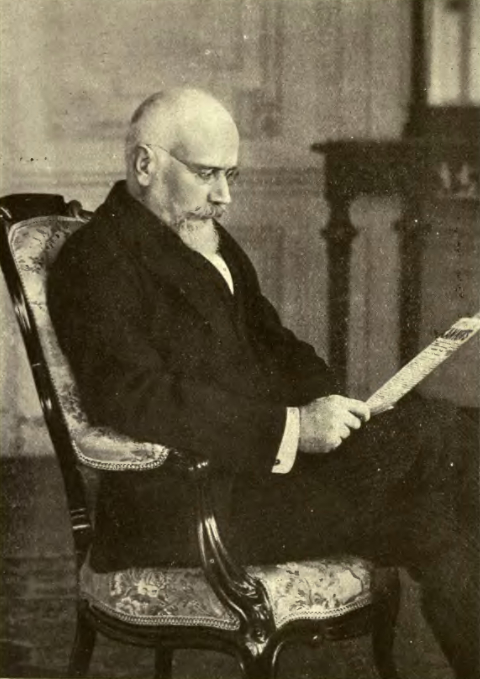
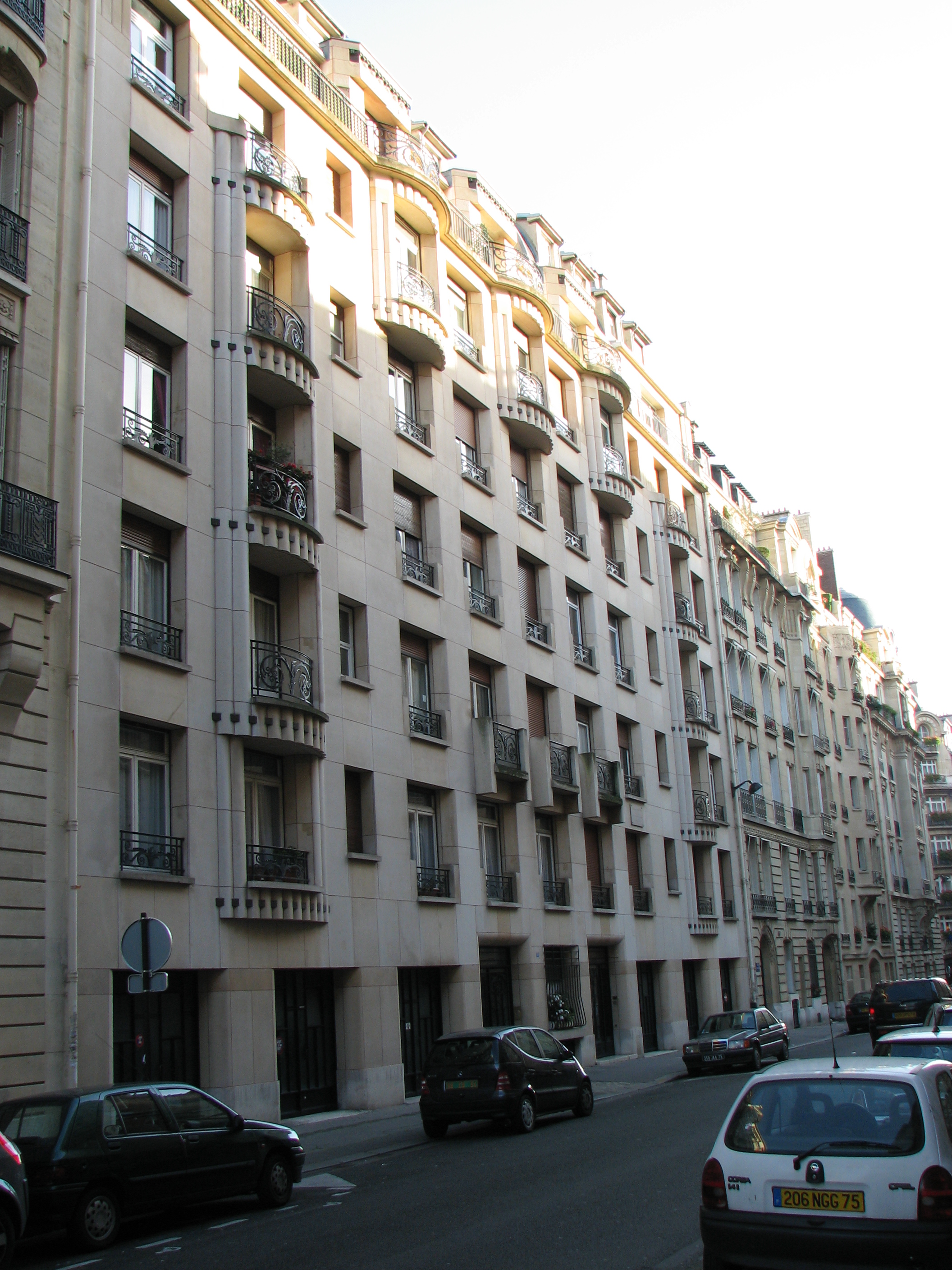